# Тушемища
Тушемища (на албански: Tushemisht, Тушемищ) е село в Албания, в община Поградец, област Корча.

## География
Селото е разположено на четири километра източно от Старово (Бучимас) на южния бряг на Охридското езеро. Селото се намира на 841 m надморска височина.

## История

### Етимология
Според академик Иван Дуриданов името е първоначален патроним *Тушимишти < -itji от личното име Тушим и съответства на чешкия топоним Tušimice. Сравнимо е името на село Тушим в Ениджевардарско.

### В Османската империя
Според Васил Кънчов („Македония. Етнография и статистика“) в XIX век Тушенища е албанско християнско село в Старовска каза на Османската империя.
На Етнографската карта на Битолския вилает на Картографския институт в София от 1901 година Тушемища е чисто албанско християнско село в Старовската каза на Корчанския санджак с 24 къщи.

### В Албания
След Междусъюзническата война в 1913 година селото попада в Албания.
Според Божидар Видоески в Тушемища живее „македонско население“.
До 2015 година селото е част от община Старово (Бучимас).

## Личности
Родени в Тушемища
- Герг Пекмези (1872 – 1938), албански лингвист